# 28e Primetime Emmy Awards
De 28e Primetime Emmy Awards, waarbij prijzen werden uitgereikt in verschillende categorieën voor de beste Amerikaanse televisieprogramma's die in primetime werden uitgezonden tijdens het televisieseizoen 1975-1976, vond plaats op 17 mei 1976 in het Shubert Theater in Los Angeles, Californië.

## Winnaars en nominaties - televisieprogramma's
(De winnaars staan bovenaan in vet lettertype.)

#### Dramaserie
(Outstanding Drama Series)
- Police Story
  - Baretta
  - Columbo
  - The Streets of San Francisco

#### Komische serie
(Outstanding Comedy Series)
- The Mary Tyler Moore Show
  - All in the Family
  - Barney Miller
  - M*A*S*H
  - Welcome Back, Kotter

#### Miniserie
(Outstanding Limited Series)
- Upstairs, Downstairs
  - Jennie: Lady Randolph Churchill
  - Rich Man, Poor Man
  - The Adams Chronicles
  - The Law

## Winnaars en nominaties - acteurs

### Hoofdrollen

#### Mannelijke hoofdrol in een dramaserie
(Outstanding Lead Actor in a Drama Series)
- Peter Falk als Lt. Columbo in Columbo
  - James Garner als Jim Rockford in The Rockford Files
  - Karl Malden als Lt. Mike Stone in The Streets of San Francisco

#### Mannelijke hoofdrol in een komische serie
(Outstanding Lead Actor in a Comedy Series)
- Jack Albertson als Ed Brown in Chico and The Man
  - Hal Linden als Barney Miller in Barney Miller
  - Henry Winkler als Arthur Fonzarelli in Happy Days
  - Alan Alda als Hawkeye Pierce in M*A*S*H

#### Mannelijke hoofdrol in een miniserie
(Outstanding Lead Actor in a Limited Series)
- Hal Holbrook in Sandburg's Lincoln
  - Peter Strauss als Rudy Jordache in Rich Man, Poor Man
  - Nick Nolte als Tom Jordache in Rich Man, Poor Man
  - George Grizzard als John Adams in The Adams Chronicles

#### Vrouwelijke hoofdrol in een dramaserie
(Outstanding Lead Actress in a Drama Series)
- Michael Learned als Olivia Walton in The Waltons
  - Anne Meara in Kate McShane
  - Angie Dickinson as Leanne "Pepper" Anderson in Police Woman
  - Brenda Vaccaro in Sara

#### Vrouwelijke hoofdrol in een komische serie
(Outstanding Lead Actress in a Comedy Series)
- Mary Tyler Moore als Mary Richards in The Mary Tyler Moore Show
  - Lee Grant als Fay Stewart in Fay
  - Beatrice Arthur als Maude Findlay in Maude
  - Cloris Leachman als Phyllis Leachman in Phyllis
  - Valerie Harper als Rhoda Morgenstern in Rhoda

#### Vrouwelijke hoofdrol in een miniserie
(Outstanding Lead Actress in a Limited Series)
- Rosemary Harris als George Sand in Notorious Woman
  - Lee Remick als Jennie, Lady Randolph Churchill in Jennie: Lady Randolph Churchill
  - Susan Blakely als Julie Prescott in Rich Man, Poor Man
  - Jean Marsh als Rose Buck in Upstairs, Downstairs

### Bijrollen

#### Mannelijke bijrol in een dramaserie
(Outstanding Continuing Performance by a Supporting Actor in a Drama Series)
- Anthony Zerbe als Lieutenant K.C. Trench in Harry O
  - Ray Milland als Duncan Calderwood in Rich Man, Poor Man
  - Robert Reed als Teddy Boylan in Rich Man, Poor Man
  - Michael Douglas als Steve Keller in The Streets of San Francisco
  - Will Geer als Grandpa Walton in The Waltons

#### Mannelijke bijrol in een komische serie
(Outstanding Continuing Performance by a Supporting Actor in a Comedy Series)
- Ted Knight als Ted Baxter in The Mary Tyler Moore Show
  - Gary Burghoff als Radar O'Reilly in M*A*S*H
  - Abe Vigoda als Detective Sgt. Fish in Barney Miller
  - Edward Asner als Lou Grant in The Mary Tyler Moore Show
  - Harry Morgan als Sherman T. Potter in M*A*S*H

#### Vrouwelijke bijrol in een dramaserie
(Outstanding Continuing Performance by a Supporting Actress in a Drama Series)
- Ellen Corby als Grandma Walton in The Waltons
  - Susan Howard als Maggie Petrocelli in Petrocelli
  - Angela Baddeley als Kate Bridges in Upstairs, Downstairs
  - Dorothy McGuire als Mary Jordache in Rich Man, Poor Man
  - Sada Thompson in Sandburg's Lincoln

#### Vrouwelijke bijrol in een komische serie
(Outstanding Continuing Performance by a Supporting Actress in a Comedy Series)
- Betty White als Sue Ann Nivens in The Mary Tyler Moore Show
  - Loretta Swit als Margaret Houlihan in M*A*S*H
  - Julie Kavner als Brenda Morgenstern in Rhoda
  - Nancy Walker als Ida Morgenstern in Rhoda
  - Georgia Engel als Georgette Franklin Baxter in The Mary Tyler Moore Show